# Kızıloluk, Kepsut
Kızıloluk là một xã thuộc huyện Kepsut, tỉnh Balıkesir, Thổ Nhĩ Kỳ. Dân số thời điểm năm 2010 là 102 người.